# Live in Europe (álbum de Rory Gallagher)
Live in Europe es el primer álbum en vivo del guitarrista irlandés de blues rock Rory Gallagher, publicado en 1972 por el sello Polydor Records y grabado durante los meses de febrero y marzo del mismo año en distintos recintos del Reino Unido. Cabe mencionar que en los Estados Unidos originalmente se tituló como Rory Gallagher - Live!.
El listado cuenta con solo dos canciones del guitarrista extraídos de sus dos primeros discos y las demás son temas tradicionales del blues, los que fueron arreglados por él para tener su propio estilo. También posee los covers de «Messin' With the Kid» del cantante de chicago blues Junior Wells y de «Pistol Slapper Blues» del cantante y guitarrista de blues Blind Boy Fuller.
Obtuvo el puesto 9 en la lista británica UK Albums Chart, convirtiéndose en su primer y único top 10. Mientras que en los Estados Unidos debutó en el lugar 101 en los Billboard 200, siendo también el primer disco en entrar en dicha lista. En el mismo año fue certificado con disco de oro por la British Phonographic Industry, luego de superar las 100 000 copias vendidas.
En 1999 fue remasterizado y relanzado con dos pistas adicionales; «What in the World» y «Hoodoo Man» que son temas tradicionales del blues y que fueron arreglados por el guitarrista.

## Lista de canciones
| N.º | Título                                                               | Escritor(es)     | Duración |  |
| 1.  | «Messin' With the Kid»                                               | Junior Wells     | 6:25     |  |
| 2.  | «Laundromat»                                                         | Gallagher        | 5:12     |  |
| 3.  | «I Could've Had Religion» (tema tradicional - arreglos R. Gallagher) |                  | 8:35     |  |
| 4.  | «Pistol Slapper Blues»                                               | Blind Boy Fuller | 2:54     |  |
| 5.  | «Going to My Hometown» (tema tradicional - arreglos R. Gallagher)    |                  | 5:46     |  |
| 6.  | «In Your Town»                                                       | Gallagher        | 10:03    |  |
| 7.  | «Bullfrog Blues» (tema tradicional - arreglos R. Gallagher)          |                  | 6:47     |  |

| Pistas adicionales en reedición CD de 1999 |                                                                |          |  |
| N.º                                        | Título                                                         | Duración |  |
| 8.                                         | «What in the World» (tema tradicional - arreglos R. Gallagher) | 7:40     |  |
| 9.                                         | «Hoodoo Man» (tema tradicional - arreglos R. Gallagher)        | 6:02     |  |

## Músicos
- Rory Gallagher: voz, guitarra eléctrica, mandolina y armónica
- Gerry McAvoy: bajo
- Wilgar Campbell: batería y percusión